# Dinamoraza courtoisi
Dinamoraza courtoisi är en skalbaggsart som beskrevs av Auguste Vinson 1958. Dinamoraza courtoisi ingår i släktet Dinamoraza och familjen Melolonthidae. Inga underarter finns listade i Catalogue of Life.